# Квінсбері (станція метро)
51°35′39″ пн. ш. 0°17′10″ зх. д. / 51.594167° пн. ш. 0.286111° зх. д.
Квінсбері (англ. Queensbury) — станція лінії Джубилі Лондонського метро, у Квінсбері, Лондон. Розташована у 4-й тарифній зоні, між станціями Кенонс-парк та Кінгсбері. Пасажирообіг на 2017 рік — 4.65 млн осіб

## Історія
- 16 грудня 1934: відкриття станції у складі Metropolitan Railway (сьогоденна лінія Метрополітен)
- 20 листопада 1939: відкриття трафіку лінії Бейкерлоо[3].
- 1 травня 1979: закриття трафіку Бейкерлоо, відкриття Джубилі.

## Пересадки
- на автобуси оператора London Buses маршрутів: 79, 114, 288 and 324, нічний маршрут N98 та не-TFL маршрути 614 та 644.